# Wilhelm von Dörnberg
Wilhelm von Dörnberg (Bad Hersfeld, 14 aprile 1768 – Münster, 19 marzo 1850) è stato un generale, rivoluzionario e diplomatico tedesco.
Divenne noto in particolare per essere stato l'ideatore e la guida della rivolta che da lui prese il nome contro il regno di Vestfalia e gli occupanti francesi napoleonici, che però fallì nel 1809.

## Biografia

### I primi anni e la famiglia
Wilhelm von Dörnberg apparteneva ad una famiglia di rango baronale. Suo padre, Karl Sigmund von Dörnberg (1718-1778), era signore ereditario di Hausen e Dittershausen, nonché capocuoco ereditario della corte dell'Assia-Kassel; sua madre era Henriette von und zu Mansbach (1743-1785), figlia del colonnello assiano Friedrich Wilhelm von und zu Mansbach (1711-1784) e di sua moglie Sophie von Bernstein. Suo zio, Johann Friedrich von und zu Mansbach (1744–1803), era tenente generale e ambasciatore assiano presso la Danimarca, incarico che ricoprì poi anche il figlio di questi, Carl (1789–1867).

### La carriera militare
Dörnberg entrò nel servizio militare unendosi al 1º battaglione della guardia del langraviato d'Assia-Kassel nel gennaio del 1783 e venne promosso tenente il 22 gennaio 1785. Nel 1792 ebbe il battesimo del fuoco in una campagna militare contro la Francia rivoluzionaria nello Champagne. Il 6 dicembre 1792 ricevette il brevetto di capitano di stato maggiore.
Dal 1794 si pose al servizio dei Paesi Bassi ed ebbe modo di distinguersi particolarmente nel corso dell'assedio di Ypres. Dopo la riduzione del personale dell'esercito dell'Assia a causa della pace di Basilea stipulata tra Francia e Spagna il 22 luglio 1795, Dörnberg chiese il licenziamento il 22 gennaio 1796, e nello stesso anno entrò a far parte del battaglione fucilieri dell'esercito prussiano "von Bila", sempre col grado di capitano.
Dopo la capitolazione di Lubecca, Dörnberg venne fatto prigioniero di guerra con il corpo d'armata del generale Blücher. Poco dopo il suo rilascio, si trasferì in Inghilterra al seguito del principe Guglielmo di Sayn-Wittgenstein-Hohenstein per organizzare una rivolta in Assia contro gli occupanti francesi. La pace di Tilsit, firmata il 7 luglio 1807 tra Francia e Russia ed il 9 luglio 1807 tra Francia e Prussia, pose fine alla guerra di coalizione del 1806-1807. A seguito di questo accordo la Prussia perse tutti i propri territori ad ovest dell'Elba, che andarono a costituire assieme ad altri domini appartenenti un tempo a principi tedeschi il regno di Vestfalia, che Napoleone affidò al governo di suo fratello Girolamo. Gli sforzi di Dörnberg non poterono trovare compimento in quel momento per la situazione internazionale.

### La rivolta di Dörnberg

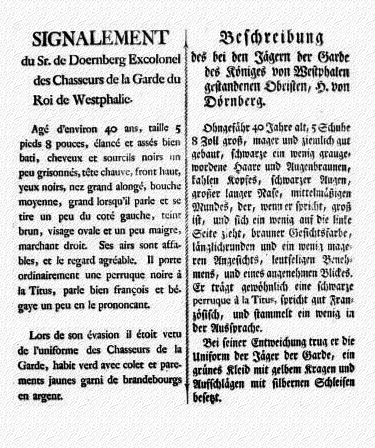
Manifesto di segnalazione del ricercato Wilhelm von Dörnberg

Dörnberg decise di fare ritorno in Assia e di porsi al servizio dell'esercito della Vestfalia per quanto avesse in odio non solo Girolamo Bonaparte, ma anche gli occupanti francesi. Ottenne il grado di colonnello il 18 maggio 1808 ed il comando del 1º reggimento di cacciatori dalle mani dello stesso sovrano che riponeva grande fiducia in lui, divenendo poi comandante del battaglione di cacciatori di stanza a Marburgo. Egli sfruttò questa sua posizione per mantenere contatti segreti con rivoluzionari come Scharnhorst, Gneisenau, Schill e Katteinter per pianificare una rivolta e scacciare gli occupanti stranieri dalla loro terra. Secondo il piano si sarebbe dovuto catturare anche lo stesso Girolamo per avviare le operazioni di rivolta. Malgrado l'incrollabile volontà, Dörnberg si accorse ben presto degli scarsi mezzi messi a sua disposizione in Assia ma decise comunque di muoversi il 22 aprile 1809. La scarsa preparazione dei contadini in rivolta unita ad una serie di funeste conseguenze fece perdere l'effetto a sorpresa inizialmente previsto.
Dörnberg riuscì a raccogliere circa 600 contadini nella sola città di Homberg oltre all'appoggio di alcuni soldati rimastigli fedeli e delle monache del monastero di Wallenstein nei pressi della città. Il corpo dei volontari marciò in direzione di Kassel. Nei pressi di Rengershausen questo gruppo incontrò l'esercito della Vestfalia che, dopo una breve scaramuccia, mise in fuga i rivoltosi. I morti del gruppo di Dörnberg vennero sepolti nel cimitero di Rengershausen. Nel 1808 Dörnberg, che era un membro della loggia massonica di Kassel "Königlich Hieronymus Napoleon zur Loyalty" dalla quale fu espulso nel 1809, fu condannato a morte in contumacia per alto tradimento.

### Dopo la rivolta
Dörnberg fuggì prima in Boemia, dove si unì al corpo d'armata del duca Federico Guglielmo di Brunswick-Wolfenbüttel presso Nachod, col quale fuggì poi in Inghilterra. Lì prestò servizio come colonnello nello Schwarze Schar del duca prima di essere nominato maggiore generale della King's German Legion del regno inglese nel 1812. Dopo alcune missioni diplomatiche nella Germania settentrionale ed in Russia, dove prestò servizio nell'esercito russo nell'inverno 1812-1813. Durante le guerre contro Napoleone in Germania si distinse nella battaglia di Luneburg contro il generale francese Joseph Morand del quale distrusse l'intero corpo d'armata, ottenendo l'Ordine Pour le Merite dal governo prussiano. Nel 1814 prese parte all'assedio di Diedenhofen. Dopo la prima pace di Parigi, ottenne il comando di una brigata di cavalleria di stanza a Mons. Dopo il ritorno di Napoleone dall'Elba, gli venne anche affidata la costituzione di un servizio di intelligence prussiano. Fu lui a inviare al duca di Wellington il messaggio cruciale della ripresa delle ostilità mentre questi si trovava al ballo della duchessa di Richmond il 15 giugno 1815. Come comandante della sua brigata, si distinse nella battaglia di Quatre-Bras del 16 giugno 1815 e nella battaglia di Waterloo del 18 giugno, nella quale fu gravemente ferito.
Dopo la vittoria sui napoleonici e la firma della pace, Dörnberg si pose al servizio del regno di Hannover ma dal 1818 ricoprì prevalentemente incarichi diplomatici presso la corte russa di San Pietroburgo come ambasciatore. Sempre nel 1818 gli venne concesso il grado di tenente generale.
Morì nel 1850.

## Matrimonio e figli
Dörnberg sposò nel 1796 la contessa Julie von Münster-Meinhövel (1776-1839), figlia del conte Georg Werner August Dietrich von Münster-Meinhövel (1751-1801), a Königsbrück vicino a Dresda. La coppia ebbe in tutto cinque figli e tre figlie, tra cui:
- Selma Tusnelda (1797–1876), sposò Karl von der Groeben (1788–1876)
- Henriette (1803-1836), sposò Friedrich Wilhelm von Hedemann (1798-1859), signore di Dorste ed Elvershausen
- Auguste (1815–1876), sposò 3 settembre 1837 Arthur von der Groeben (1812–1893), signore di Ponaria